# Asnières-en-Bessin
Asnières-en-Bessin è un comune francese di 59 abitanti situato nel dipartimento del Calvados, nella regione della Normandia.

## Società

### Evoluzione demografica
Abitanti censiti